# Sandra Mo & Jan Gregor
Sandra Mo (* 8. März 1952 in Görlitz bürgerlich Ingrid Moh) und Jan Gregor (* 30. Januar 1946 in Sommerfeld) war ein Dresdner Gesangsduo auf dem Gebiet der osteuropäischen Folklore, welches seine größten Erfolge in der zweiten Hälfte der 1970er Jahre in der DDR hatte.

## Geschichte
Sandra Mo und Jan Gregor, der von 1968 bis 1969 Mitglied des Gerd Michaelis Chors war, lernten sich während eines Studiums an der Hochschule für Musik in Dresden kennen und traten seit 1973 gemeinsam mit einem Folklore- und Chansonprogramm auf.
Nach einem Förderungsvertrag durch das Komitee für Unterhaltungskunst folgten Tourneen in die Sowjetunion und das Duo war Gast bei Karel Gott im Prager Fernsehen. Mit ihrem Titel Hätt ich noch mal die Wahl gelang ihnen 1976 der musikalische Durchbruch. Beim DDR-Plattenlabel Amiga wurde 1977 ihre erste LP veröffentlicht und noch im selben Jahr nahmen sie am Schlagerfestival Bratislavská lýra teil. 1985 trennte sich das Duo. 
Nach der Trennung war Jan Gregor solistisch tätig. Heute lebt er in der Nähe von Antalya in der Türkei. Auch Sandra Mo begann zunächst eine Solokarriere. Seit 1990 singt sie wieder im Duett. Ihr neuer Partner, selbst ein ausgebildeter Sänger und Musikpädagoge, ist ihr Ehemann Valentino.
Ein letzter gemeinsamer Auftritt von Sandra Mo und Jan Gregor erfolgte 1999 in der Unterhaltungssendung Wiedersehen macht Freude beim MDR.

## Diskografie
Alben
- 1977: Sandra Mo – Jan Gregor (Amiga)
- 1978: Unsere Melodie (Amiga)

Singles
- 1976: Wir erleben den Mai / Hätt ich nochmal die Wahl  (Amiga)
- 1976: Alles sucht und findet sich / Was wird sein (Amiga)
- 1977: Jeder Tag war ein Lied / Dein Weg soll mein Weg sein  (Amiga)